# Punta de los Cuervos
Punta de los Cuervos är en udde i Spanien.   Den ligger i stad Castro Urdiales och regionen Kantabrien, i den norra delen av landet.
Det är en udde mark med rock bas. Starten av udde täcks av den Playa de Ostende artificiell sand. Den har tillgång trappor och synpunkten.
Terrängen inåt land är huvudsakligen kuperad, men åt nordväst är den platt. Havet är nära Punta de los Cuervos åt nordost.  Närmaste större samhälle är Castro-Urdiales, 0,37 km sydost om Punta de los Cuervos. 